# جهاد الصمد
جهاد مرشد الصمد نائب في مجلس النواب اللبناني عن قضاء الضنية وهو من عائلة سياسية في بخعون .
نجح بالانتخابات النيابية عام 2000 عن دائرة عكار وبشري
و نجح بالانتخابات النيابية عام 2018 عن دائرة طرابلس - الضنية - المنية حيث حل أولاً في منطقته متغلباً على تيار المستقبل بعد 13 عاماً على احتكار الطائفة السنية من ذلك التيار. وكان ضمن لائحة الكرامة الوطنية متحالفاً مع فيصل كرامي والمرده.
و هو اليوم ضمن التكتل الوطني في مجلس النواب .
كما أن له عدد من الحلفاء مثل حزب الله وحركة أمل والحزب السوري القومي الاجتماعي والمرده وله حلفاء إقليميين سوريا وايران